# Robert Comtesse

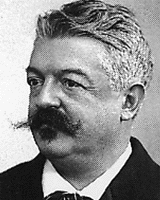
Robert Comtesse

Robert Comtesse (Valangin, 14 augustus 1847 - La Tour-de-Peilz, 17 november 1922), was een Zwitsers politicus.
Robert Comtesse studeerde rechten in Neuchâtel, Heidelberg en Parijs. Van 1869 tot 1874 had hij een advocatenkantoor in La Chaux-de-Fonds. In 1874 trad hij toe tot de Radicale Partij en van 1874 tot 1876 zat hij voor de radicalen in de Grote Raad van Neuchâtel. Van 1876 tot 1899 was hij lid van de Staatsraad van het kanton en was 6 keer voorzitter van de Staatsraad (1880-1881, februari 1883-1884, 1885-1886, 1889-1890, 1893-1894 en 1898-1899). Hij beheerde het departement van Politie en Binnenlandse Zaken.
Van 1883 tot 1899 was hij lid van de Nationale Raad.
Robert Comtesse werd op 14 december 1899 in de Bondsraad gekozen. Hij bleef in de Bondsraad tot 4 maart 1912. Hij beheerde de volgende departementen:
- Departement van Financiën (1900)
- Departement van Justitie en Politie (1901)
- Departement van Posterijen en Spoorwegen (1902)
- Departement van Financiën (1903)
- Departement van Politieke Zaken (1904)
- Departement van Financiën (1905-1909)
- Departement van Politieke Zaken (1910)
- Departement van Posterijen en Spoorwegen (1912)

Robert Comtesse was in 1903 en in 1909 vicepresident en in 1904 en in 1910, de jaren dat hij minister van Buitenlandse Zaken was, bondspresident.
Als minister van Financiën was hij verantwoordelijk voor de oprichting van de Zwitserse Nationale Bank (1905). 
Na zijn aftreden was hij voorzitter van het Internationaal Bureau voor de Bescherming van het Intellectueel Eigendom (tot 1921). Als overtuigd pacifist was hij voorstander van Zwitserland's toetreding tot de Volkenbond.